# Mari Cruz Díaz
María »Mari« Cruz Díaz García, španska atletinja, * 24. oktober 1969, Barcelona, Španija.
Nastopila je na poletnih olimpijskih igrah leta 1992, kjer je dosegla deseto mesto v hitri hoji na 10 km. Na evropskih prvenstvih je osvojila naslov prvakinje leta 1986, na evropskih dvoranskih prvenstvih pa bronasto medaljo v hitri hoji na 3000 m leta 1988.